# Pachycnema lineola
Pachycnema lineola är en skalbaggsart som beskrevs av Hermann Burmeister 1844. Pachycnema lineola ingår i släktet Pachycnema och familjen Melolonthidae. Inga underarter finns listade i Catalogue of Life.